# Giuliano Mauri

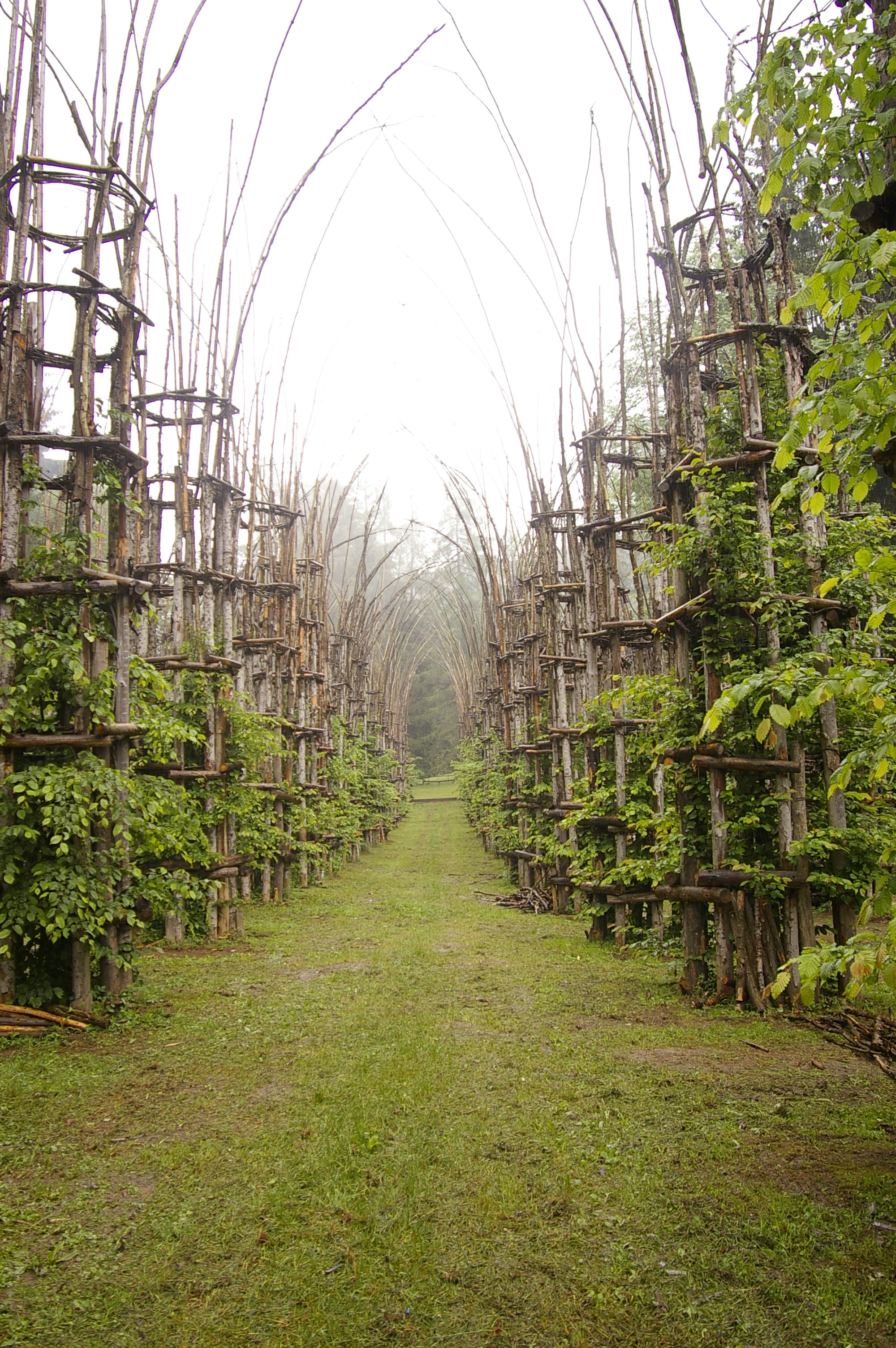
Arte Sella: una navata della Cattedrale vegetale di Giuliano Mauri, 2001

Giuliano Mauri (Lodi Vecchio, 11 gennaio 1938 – Lodi, 29 maggio 2009) è stato un artista italiano, esponente dell'arte ambientale.

## Biografia
Mauri è noto per le sue installazioni ambientali, definite «architetture naturali», eseguite con rami e tronchi di legno: la sua opera si fonda sul presupposto – legato alla naturale caducità del materiale impiegato – che la natura riempirà i vuoti lasciati dal disfacimento del legno, dando luogo quindi a una sorta di dialogo con l'artista. Ha preso parte alla Biennale di Venezia nel 1976, alla Triennale di Milano nel 1992 e alla Biennale di Penne nel 1994.
Fra i suoi lavori si annoverano i Mulini, la Scala del Paradiso, il Bosco sull'isola (situato nei pressi della sorgente del Tormo, nel Lodigiano), il Reattore del parco comunale di Carvico, la Casa della memoria di Saint Louis e gli Osservatori estimativi realizzati a Görlitz (Germania) e a Zgorzelec (Polonia). Una sua opera molto nota è la Cattedrale vegetale, costruita del 2001 nell'ambito di Arte Sella; nello stesso anno, l'artista curò la scenografia della Norma rappresentata nello Sferisterio di Macerata. La Voliera per umani del Parco di Monza risale al 2006; due anni più tardi furono portati a compimento l'Anfiteatro della val di Bisenzio a Cantagallo e il Ponte vegetale presso il Castello di Padernello.
Nel 2010, come primo omaggio postumo alla produzione di Mauri, fu realizzata una nuova installazione della Cattedrale vegetale; l'opera si trova nel comune di Oltre il Colle, ai piedi del pizzo Arera, nelle Prealpi Bergamasche Centrali. In seguito al maltempo del 29 ottobre 2018 la struttura è stata completamente danneggiata e distrutta da un nubifragio. Nel 2017 fu completata la terza Cattedrale vegetale, sita a Lodi nei pressi del ponte sull'Adda; l'opera fu costruita sotto la direzione artistica dei figli Roberto e Mauro La struttura, in seguito a nubifragi e tempeste abbattutisi nella zona, è stata quasi completamente distrutta e nella primavera del 2019 si è deciso di rimuovere anche le poche colonne rimaste in piedi.
Giuliano Mauri riposa nel cimitero di Riolo, presso Lodi.